# Вилађо Ацуро (Рим)
Вилађо Ацуро је насеље у Италији у округу Рим, региону Лацио.
Према процени из 2011. у насељу је живело 121 становника. Насеље се налази на надморској висини од 42 м.